# ضخ الماء
إن عملية ضخ الماء هي الأسلوب الأساسي والعملي، الأكثر عملية تمامًا عن اغتراف الماء باليد أو رفعها باستخدام دلو ممسوك باليد. وينطبق هذا الأمر سواء كان الماء جاريًا من مصدر عذب وانتقل إلى المكان المطلوب، وكان نقيًا أو يُستخدم في الري أو الغسيل أو معالجة الصرف الصحي أو لنزح الماء من موقع غير مطلوب. وبغض النظر عن النتيجة، فإن الطاقة اللازمة لـ ضخ الماء من العوامل الأكثر إلحاحًا في استهلاك الماء. فجميع العمليات الأخرى تعتمد على أو تستفيد إما من الماء المنهمر من مكان مرتفع أو من التركيبات الصحية المنضغطة.

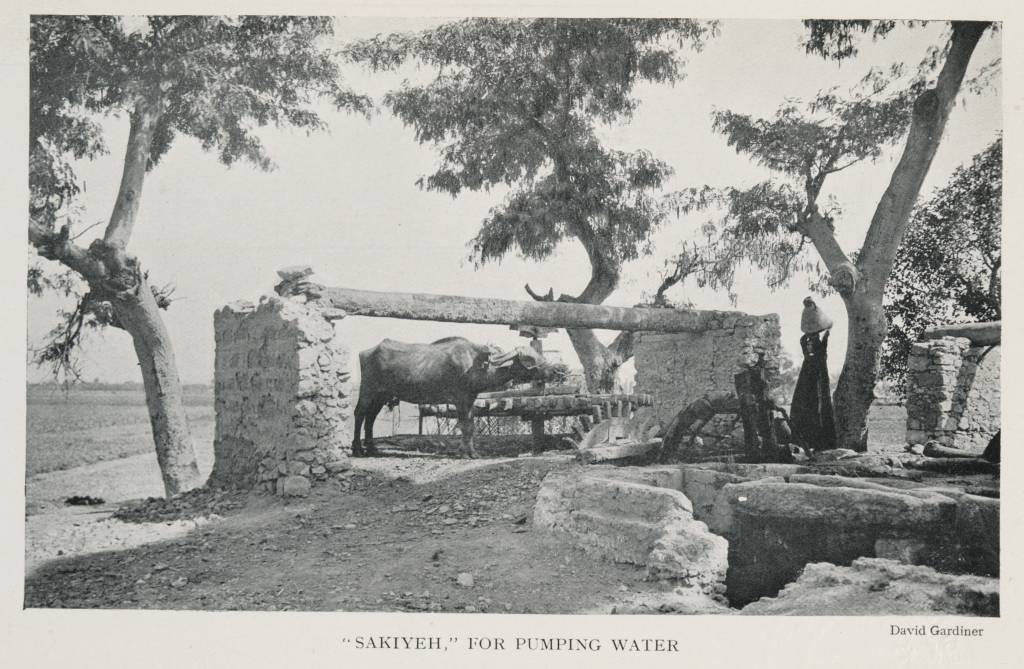
ساقية مصرية لضخ المياه 1906م

إن المفهوم القديم لـ المجرى المائي المرفوع  يحقق استفادة بسيطة وبالغة من الحفاظ على ارتفاع الماء حتى أبعد مسافة ممكنة.  ومن ثم بينما ينتقل الماء عبر مسافات شاسعة، فإنه يحتفظ بمكون أكبر من طاقته الحركية من خلال استهلاك نسب بسيطة من تلك الطاقة في الاندفاع عبر التدرجات البسيطة.  وإن توفر ذلك، يعتمد النظام المفيد للمجرى المائي المرفوع على مصادر الماء العذب الموجودة في مكان أعلى من حيث يمكن استخدام الماء. الجاذبية هي من تقوم بكل هذا العمل. وفي جميع الحالات خلاف ذلك، يلزم استخدام المضخات.
في المواقف اليومية، يكون الماء المتوفر عادةً ملوثًا أو غير صحي أو حتى مسممًا بشكل طبيعي، بحيث يكون من الضروي ضخ ماء الشرب من مستويات منخفضة إلى مستويات أعلى، حيث يمكن استخدام الماء.  وبهذا يتم غالبًا ضخ مصدر الماء العذب في المجاري أو الأنهار أو الجداول أو البحيرات المنخفضة إلى اليابسة المرتفعة لري الزروع أو سقاية المواشي أو القيام بأعمال الطهي والتنظيف أو استخدامات الإنسان الأخرى، الذي يحتاج الماء العذب بصورة طبيعية تمامًا. فعملية الضخ هي جوهر عمليات تنقية معظم الماء العذب أو معالجة الماء الملوث بنسب عالية.
[بحاجة لمصدر]